# Pseudepipona alecto
Pseudepipona alecto är en stekelart som först beskrevs av Amédée Louis Michel Lepeletier.  Pseudepipona alecto ingår i släktet Pseudepipona och familjen Eumenidae.

## Underarter
Arten delas in i följande underarter:
- P. a. chozali
- P. a. lalepi
- P. a. parallelus